# Menhir du Lacam des Lavagnes

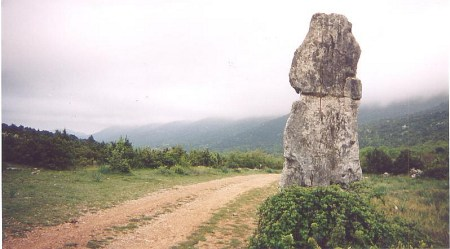
Menhir du Lacam des Lavagnes

Der Menhir du Lacam des Lavagnes (auch Conolha de la Fada oder Quenouille de la Fée - deutsch „der Spinnrocken der Fee“ genannt) steht in Saint-Guilhem-le-Désert etwa 200 Meter von der D122, gegenüber dem Mas d’Aubert, bei Lodève im Département Hérault in Frankreich. In der Nähe eines Passes, der fast frei von Vegetation ist, ist er aus der Ferne gut sichtbar.
Der Menhir aus Kalkstein ist mit seiner Höhe von 4,5 m der zweithöchste im Hérault. Der sehr dünne Menhir ist etwa 1,0 m breit. Er wurde vom örtlichen Klerus in drei Teile zerbrochen. Die beiden unteren Teile wurden weder zusammengefügt. Eine Metallstange verbindet die verbliebenen Blöcke. Die Spur des Bruchs ist deutlich sichtbar. Somit entspricht der phallische (oder je nach Blickwinkel auch anthropomorphe) Aspekt des Menhirs nicht seinem ursprünglichen Zustand.
Es wird behauptet, dass der obere Teil verlagert wurde, um den kleinen Menhir der Lavagnes zu bilden. Er ist 1,4 m hoch und wurde mittels, eisernem Kreuz christianisiert. Die Anfangshöhe des Lacam des Lavagnes Menhirs betrug also 5,9 m.
Der Beiname Quenouille de la Fée stammt von einer Legende: Eine Fee drehte ihren Spinnrocken und benutzte einen Stein. Sie wurde erschreckt und ließ den Rocken fallen, der im Boden stecken blieb und mit Fruchtbarkeit ausgestattet war.
In der Nähe befinden sich der Dolmen von Rigoule und die Menhire Mare-des-Lavagnes und Men Lav.